# Biomedical Primate Research Centre
Het Biomedical Primate Research Centre (BPRC) is het grootste primatenonderzoekscentrum in Europa. Het voert dierproeven uit op apen ten behoeve van biomedisch en pre-klinisch onderzoek naar ziektes die de menselijke gezondheid bedreigen. Het centrum is gevestigd in de Nederlandse plaats Rijswijk (Zuid-Holland). Het centrum huisvestte tot 2018 circa 1500 dieren.
Er werken ongeveer 110 mensen. Het BPRC wordt gefinancierd door de Nederlandse overheid (ministerie van Onderwijs, Cultuur en Wetenschappen). Verdere inkomsten worden verkregen door financiering van onderzoeksvoorstellen door internationale overheidsinstanties en liefdadigheidsinstellingen.

## Ontstaan
Het BPRC was oorspronkelijk een onderdeel van TNO, maar op 7 december 1994 werd het toenmalige TNO Primatencentrum een zelfstandige stichting.

## Dierproeven
In december 2018 huisvestte het BPRC 1437 dieren van drie soorten:
resusapen, Java-apen en witoorpenseelapen. Het streven was het aantal dieren geleidelijk te verminderen naar ongeveer 1000. In 2017 vonden ruim 300 dierproeven plaats en in 2018 ruim 200. Het streven was het aantal dierproeven vanaf 2020 stapsgewijs verminderen tot gemiddeld maximaal 150 dierproeven op jaar. Tot 1 januari 2023 zouden er nog experimenten op 137 penseelaapjes worden uitgevoerd.
Er vindt onder andere onderzoek plaats naar aids, malaria, hepatitis, tuberculose, auto-immuunziekten zoals reuma en alternatieven voor dierproeven.

### Proeven op mensapen
In het najaar van 2003 kondigde Nederland een wettelijk verbod af op het gebruik van mensapen als proefdieren bij biomedisch onderzoek. Voor de chimpansees die nog werden gehouden bij het Biomedical Primate Research Centre moest een goed onderkomen worden gevonden. De chimpansees zijn uiteindelijk herplaatst bij Stichting Aap in Almere en Safaripark De Beekse Bergen.

## Media-aandacht
In een televisie-uitzending van Willibrord Frequin in 2001 werden schokkende beelden getoond van resusapen in kooien die als proefdier vastzitten in het BPRC. Honderdduizenden tv-kijkers zagen de beelden. Het binnenvallen van Willibrord Frequin met zijn cameraploeg zorgde voor veel stress en paniek bij de apen. Willibrord Frequin weigerde hier achteraf zijn excuses voor aan te bieden.
Begin 2002 was er weer media-aandacht voor het BPRC. De actualiteitenrubriek NOVA besteedde aandacht aan het dierproefcentrum. Twee oud-medewerkers van het centrum gaven aan dat de manier waarop hun voormalige werkgever met de apen omgaat onacceptabel is. Volgens het oud-hoofd van de operatiekamer, die dertig jaar in het centrum werkte, en de oud-dierenarts, die er twintig jaar werkte, zouden de apen overbelast worden met aanhoudende onderzoeken. Stress en slechte huisvesting zijn niet alleen slecht voor de apen, maar benadelen ook de kwaliteit van het onderzoek.
In 2005 verscheen het boek De slag om de chimpansees van journalist en auteur Patrick Meershoek dat een terugblik gaf over de omgang met chimpansees als proefdieren.

### Dierenrechten
Tegen dierproefonderzoek is veel maatschappelijke weerstand. Tegenstanders wijzen op het welzijn van dieren en gevaren van dierproeven. Het BPRC wordt regelmatig geconfronteerd met activisme door groepen die pleiten voor een verbod op dierproeven. Verschillende actiegroepen zoals Een Dier Een Vriend, Respect voor Dieren en Actiegroep Koen hebben campagne gevoerd tegen het BPRC. Sinds begin 2008 is het BPRC doelwit van de Anti Dierproeven Coalitie in een internationale campagne tegen de apenhandel. Ook zakenpartners van het BPRC zijn doelwit van acties. Deze zijn vooral gericht op ABN AMRO. Ook Safaripark Beekse Bergen, dat nauwe banden heeft met het BPRC, werd getroffen door acties.

### Wetenschappelijke kritiek
Hoewel de Nederlandse wet bepaalt dat proefdieren alleen in een experiment mogen worden gebruikt als er geen alternatief voorhanden is, bestaat er tegen dierproeven maatschappelijke weerstand. In 2006 kwam een onafhankelijke werkgroep onder leiding van David Weatherall tot de conclusie dat er wetenschappelijk gezien sterke argumenten zijn om biomedisch onderzoek, waarbij primaten (maar geen mensen) gebruikt worden, op specifieke terreinen voort te zetten.
Het gebruik van mensapen in biomedisch onderzoek is door verschillende wetenschappers sterk bekritiseerd. Nadat proeven met mensapen in 2003 in Nederland verboden werden concludeerde de Viroloog Jaap Goudsmit in 2005, in het eerdergenoemde boek De slag om de chimpansees, dat er in het hiv-onderzoek "geen enkel argument meer over (was) om de chimpansees te gebruiken". Ook oud-medewerker van het BPRC Peter Bentvelzen meldde in dezelfde uitgave, dat het hiv-onderzoek bij chimpansee Coen niets had opgeleverd.